# Sicya ennomaria
Sicya ennomaria là một loài bướm đêm trong họ Geometridae.